# Píldora envenenada
El término píldoras envenenadas (en inglés: poison pill) hace referencia a una estrategia utilizada por las empresas para desalentar las adquisiciones hostiles.

## Definición
Derechos especiales concedidos a algunos accionistas que les permiten, ante una oferta de adquisición hostil, obtener nuevas acciones sin coste o con un gran descuento. Esto disuade a los que promueven la oferta porque el valor de las acciones se reduce, además de su poder de voto.
Pueden darse dos casos:
1. Permite a los accionistas existentes (salvo el adquirente) comprar más acciones con un descuento. Con esto los inversores obtienen beneficios instantáneos y diluyen las acciones en poder del adquiriente. Esto implica que el intento se complique y que sea más cara su adquisición.
2. Permite a los accionistas comprar acciones del adquirente a precio de descuento después de la fusión, es decir los accionistas cuentan con un derecho para comprar acciones del adquiriente, por ejemplo sobre una base de tres por uno en cualquier fusión posterior.